# Stanislav Rössler
Stanislav Rössler (6. května 1931 – 6. března 1993) byl český fotbalový záložník. Nastupoval i jako útočník. Je pohřben v Prostějově.

## Hráčská kariéra
V československé lize hrál za Křídla vlasti Olomouc, aniž by skóroval. V letech 1950–1952 hrál nižší soutěže za Zbrojovku Brno. V ročníku 1952 hrál v útoku. Téhož roku se účastnil neúspěšné baráže o postup do nejvyšší soutěže, v níž vstřelil 2 branky (Sokolu SBZ Ružomberok a Sokolu OKD Mír Karviná). Z Křídel vlasti odešel do Tatranu Prostějov, kde hrál až do 60. let 20. století.

### Ligová bilance
| Ročník         | Zápasy | Góly | Minuty | Klub                  |
| -------------- | ------ | ---- | ------ | --------------------- |
| II. liga 1950  | –      | 4    | –      | Zbrojovka Židenice    |
| II. liga 1951  | –      | 5    | –      | Zbrojovka Brno        |
| II. liga 1952  | –      | 32   | –      | Zbrojovka Brno        |
| I. liga 1954   | –      | 0    | –      | Křídla vlasti Olomouc |
| CELKEM I. LIGA | –      | 0    | –      |                       |

### Zajímavosti
Společně s Romanem Kukletou je držitelem zbrojováckého rekordu v počtu branek (32) vstřelených jedním hráčem v jednom ročníku (v profesionální éře od 1932/33).